# Ellert Schram
Ellert Schram (Reykjavík, Islandia; 10 de octubre de 1939 – 24 de enero de 2025) fue un futbolista, entrenador de fútbol, político y dirigente deportivo islandés que jugó en la posición de delantero.

## Carrera

### Club
Jugó toda su carrera con el Knattspyrnufélag Reykjavíkur de 1957 a 1971, equipo con el que anotó 62 goles, fue cinco veces campeón nacional y siete veces campeón de copa; además de que fue el capitán del equipo en el primer partido del club en la historia de la UEFA Champions League en la serie que perdieron 1-11 ante el Liverpool FC en 1964.

### Selección nacional
Jugó para Islandia en 23 ocasiones de 1959 a 1970 y anotó seis goles.

### Entrenador
Dirigió al Knattspyrnufélag Reykjavíkur en la temporada de 1973.

## Tras el retiro
Luego de retirarse como futbolista, Ellert fue el presidente de la Federación de Fútbol de Islandia de 1973 a 1989. También fue presidente de la Asociación Nacional Olímpica y de Deportes de Islandia de 1991 a 2006, además de que fue miembro del Alþingi como parte del Independence Party de 1971 a 1979 y de 1983 a 1987, y luego perteneció a la Alianza Socialdemócrata de 2007 a 2009.

## Logros
- Icelandic championships (5): 1959, 1961, 1963, 1965, 1968
- Icelandic Football Cup (7): 1960, 1961, 1962, 1963, 1964, 1966, 1967